# Гавраси
Гавраси або Габраси (грец.: Γαβρᾶς, тур.: Kavraz) — середньовічні два роди: аристократичний та  правлячий. Перший — Візантійський, Трапезундський, Боспорський, Теодорський рід, який найбільше піднявся наприкінці 11-го на початку 12-го століть як напівнезалежні князі Халдії. Він мав грецьке походження. Інший існував в державі Феодоро і мав готоаланське походження. Обидві роди не мали жодних родинних зв'язків між собою. 

## Історія
Рід Габрас або Гаврас вперше стає відомий у північно-східній частині Східної Римської імперії, в провінції Халдія з центром у Трапезунді. Етнічне походження родини невідоме. 
Габраси вперше згадуються в кінці 10 століття, коли Костянтин Габрас брав участь у повстанні Бардаса Скліра 976–979 років. У 1018 році відомий патрікій Габрас, що був осліплений за змову разом із болгарським правителем Елемагом, що прагнув відновити нещодавно підкорене Болгарське царство. 1040 року Михайло Габрас був одним із керівників невдалої аристократичної змови проти доместика скіл Костянтина, брата імператора Михайла IV (правління 1034–1041). Він теж був осліплений разом зі своїми товаришами по змові. 

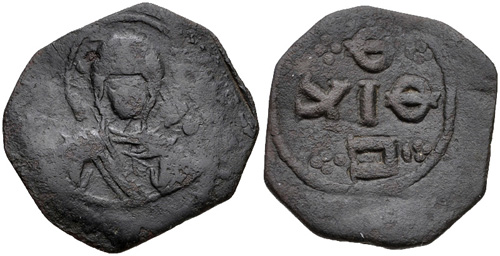
Мідний фоліс Теодора Габра, викарбуваний у Трапезунді

Полководець Теодор Габрас захопив Трапезунд і правив ним і темою Халдії як фактично автономної держави бл. 1081–1098. Він був прославлений своїми бойовими подвигами, а згодом його шанували як святого в регіоні. Його син, Костянтин Габрас, також став губернатором Халдії (бл. 1119–1140) і правив нею як самостійний князь. Декілька членів родини вступили на службу до турків-сельджуків у 12-му та 13-му століттях, а в 14-му столітті кілька Гаврасів перебували на адміністративних посадах у Східній Римський імперії, зокрема чиновник і вчений Михайло Габрас та його брат політичний діяч Іван Габрас. 
Після втрати їхньої влади в Халдії багато з Габрасив почали служити в новий Сельджукський султанат Румський, а інші пішли служити до імператорів Комнінів у Константинополь.

Мапа Трапезундської імперії після 1204 року

Представники роду Габрасив були значними урядовцями в Понті та Трапезундській імперії, створеною династією Великих Комнінів в часи Четвертого хрестового походу 1204 року. Зокрема, член родини був губернатором Сінопу протягом періоду, коли його відвойовував у турків.

Мапа Криму та князівства Теодоро у 15 ст

Гавраси (Гавради), що панували у князівстві Теодоро в Криму, яке було засноване в середині 14 століття в південно-західному Криму і проіснувало до завоювання турками-османами в 1475 році. 
Перший відомий князь Теодоро — «Степан Феодоро» («Степан Васильович»), князь Готії, бл 1391 або 1402 р., що мав сина Григорія. Ймовірно мав готсько-грецьке чи готсько-аланське походження. Напевніше його прізвище походить від родинного маєтку Гаври, яке розташовувалося у верхній течі річки Бельбек — звідси Гавраси або Гавради.
Інший син князя Степана — Олексій I, правив Готією до 1445 або 1447 рр. Його наступником був Іван Гаврас, можливо син Олексія І. Син Івана Олексій ІІ помер молодим бл. 1446/7. 
Князь Олубей, що став князем бл. 1447 р. і правив до бл. 1458 р.. А донька князя Олексія, Марія Ґотська у 1426 р. стала першою дружиною останнього Трапезунтського імператора Давида.
Після Олубея, імена наступних князів невідомі до Ісака в 1465 р., можливо сина Олубея. Ісак був скинутий у 1475 році його братом Олександром через його проосманську позицію. Правління Олександра було коротким, оскільки Османська імперія взяла в облогу і завоювала Теодоро в грудні 1475. Олександр і його сім'я потрапили в полон до Константинополя, де князя обезголовили, його сина насильно навернули в іслам, а дружина і доньки стали частиною султанського гарему.
Після цього представники роду Гаврасів зустрічаються серед Азовських греків в Азовському морі та як «Гаври» в Трапезунтійській Халдеї. Також були відомі в Константинополі протягом перших століть Османської імперії, на Криті та островах Егейського моря. 